# Luis Gil de Vicario
Luis Gil de Vicario (Burgos, 1898-Barcelona, 1959) fue un ilustrador, pintor, periodista y profesor español.

## Biografía
Nacido en Burgos el 20 o 28 de octubre de 1898, cultivó diversas facetas como la ilustración en prensa, la crítica artística y el periodismo, además de publicar varios libros. También trabajó como profesor. A lo largo de la década de 1920 contribuyó con sus ilustraciones en la prensa murciana.Falleció el 8 de julio de 1959 en Barcelona.